# Западна Славонија
Западна Славонија је географска и историјска област у Славонији. Као географски појам, данашња Западна Славонија обухвата (у ширем смислу) читаву западну половину Славоније, односно простор између Саве и Драве који се простире приближно од реке Илове на западу до Пожешке котлине на истоку. У ужем смислу, појам Западне Славоније се такође користи за означавање простора који је од 1991. до 1995. године обухватала тадашња САО Западна Славонија, која је била у саставу Републике Српске Крајине.

## Историја
Пошто се територијални опсег појма Славоније мењао током историје, упоредо са тим се мењало и значење појма Западна Славонија. Током средњовековног и раног нововековног раздобља, када се Славонија према западу простирала све до реке Сутле, западни део тадашње Славоније се називао Горња Славонија (лат. Sclavonia superior) и обухватао је простор од Сутле до Илове, док се преостали део према истоку називао Доња Славонија (лат. Sclavonia inferior). Тек након Бечког рата, појам Славоније је сведен на дотадашњу Доњу Славонију, те је сходно томе и израз Западна Славонија почео да означава западну половину сужене (данашње) Славоније.